# Стави Житомирської області
Стави Житомирської області — стави, які розташовані на території Житомирської області (в адміністративних районах і басейнах річок).
На території Житомирської області налічується 1822 ставки, загальною площею 12106 га, об'ємом 152,9 млн м³.

## Загальна характеристика
Територія Житомирської області становить 29,8 тис. км² (4,9% площі України). Гідрографічна мережа області розміщена у межах басейну Дніпра.
Найбільша частина території області належить до басейну притоки Дніпра — Прип'яті (54%); в басейні Тетерева — 38% її території, в басейні Ірпеня — 3,5%, в басейні Росі — 4,5%.
Найбільша кількість ставків — у межах Ружинського (203 шт.), Чуднівського (153 шт.), Попільнянського (136 шт.), Бердичівського (134 шт.), Радомишльського (128 шт.), Андрушівського (115 шт.), Овруцького (112 шт.) районів.
Найменше ставків у Баранівському (24 шт.), Лугинському (27 шт.), Народицькому (26 шт.) районах.
На умовах оренди використовується 35% ставків Житомирської області.

## Наявність ставків у межах адміністративно-територіальних районів та міст обласного підпорядкування Житомирської області[1]
| Район, місто           | Кількість ставків, шт. | Площа ставків, га | Об'єм ставків, млн м³ | В оренді, шт. | В оренді, га |
| ---------------------- | ---------------------- | ----------------- | --------------------- | ------------- | ------------ |
| Андрушівський          | 115                    | 744               | 9,6                   | 55            | 403          |
| Баранівський           | 24                     | 150               | 1,5                   | 4             | 18           |
| Бердичівський          | 134                    | 822               | 11,9                  | 63            | 430          |
| Брусилівський          | 49                     | 189               | 3,2                   | 9             | 71           |
| Володарсько-Волинський | 44                     | 345               | 2,9                   | 5             | 13           |
| Романівський           | 84                     | 348               | 5,4                   | 44            | 182          |
| Ємільчинський          | 52                     | 481               | 6,0                   | 13            | 112          |
| Житомирський           | 96                     | 627               | 8,1                   | 40            | 371          |
| Коростенський          | 46                     | 365               | 4,9                   | 5             | 60           |
| Коростишівський        | 76                     | 469               | 7,3                   | 17            | 142          |
| Лугинський             | 27                     | 251               | 2,9                   | 3             | 5            |
| Любарський             | 79                     | 536               | 6,0                   | 27            | 279          |
| Малинський             | 64                     | 249               | 3,1                   | 12            | 37           |
| Народицький            | 26                     | 100               | 1,6                   | 2             | 13           |
| Новоград-Волинський    | 54                     | 220               | 2,6                   | 13            | 50           |
| Овруцький              | 112                    | 817               | 12,6                  | 11            | 69           |
| Олевський              | 17                     | 170               | 3,1                   | 2             | 16           |
| Попільнянський         | 136                    | 620               | 8,8                   | 65            | 359          |
| Радомишльський         | 128                    | 1250              | 15,1                  | 28            | 241          |
| Ружинський             | 203                    | 1571              | 17,5                  | 140           | 1194         |
| Червоноармійський      | 40                     | 164               | 1,8                   | 1             | 4            |
| Черняхівський          | 53                     | 385               | 4,2                   | 24            | 212          |
| Чуднівський            | 153                    | 1176              | 11,6                  | 55            | 344          |
| м. Житомир             | 2                      | 1                 | 0,1                   | -*            | -            |
| м. Бердичів            | 6                      | 20                | 0,3                   | —             | -            |
| м. Коростень           | 2                      | 36                | 0,8                   | —             | -            |
| Разом                  | 1822                   | 12106             | 152,9                 | 638           | 4625         |

Примітка: -* — немає ставків, переданих в оренду.

## Наявність ставків у межах основнихрайонів річкових басейнівна території Житомирської області[1]
| Район річкового басейну | Кількість ставків, шт. | Площа ставків, га | Об'єм ставків, млн м³ | В оренді, шт. | В оренді, га |
| ----------------------- | ---------------------- | ----------------- | --------------------- | ------------- | ------------ |
| Дніпра, у тому числі    | 1822                   | 12106             | 152,8                 | 638           | 4625         |
| р. Прип'ять             | 368                    | 2458              | 27,9                  | 23            | 244          |
| р. Тетерів              | 1174                   | 7748              | 102,6                 | 451           | 3044         |
| р. Рось                 | 280                    | 1900              | 22,4                  | 164           | 1337         |
| Разом                   | 1822                   | 12106             | 152,9                 | 638           | 4625         |

Майже дві третини всіх ставків області розміщено в межах басейну р. Тетерів, 20% — в басейні р. Прип'ять, 15% — в басейні р. Рось. Розподіл штучних водойм по території області нерівномірний. Найбільша кількість водосховищ і ставків побудована на малих річках, за рахунок чого їх водний стік зарегульовано на 30-70%.